# Albert Arnal
Albert Arnal (Serra, 31 de gener de 1913 - Quart de Poblet, 1 de maig de 1966), amb el malnom de Quart (o Xiquet de Quart) va ser el pilotaire d'escala i corda dominant als anys 1930, la seua mestria fou tal que ha merescut tenir foto penjada a la Galeria d'honor del Trinquet de Pelayo (València) i el 1991 la Federació de Pilota Valenciana li concedí la medalla d'or.

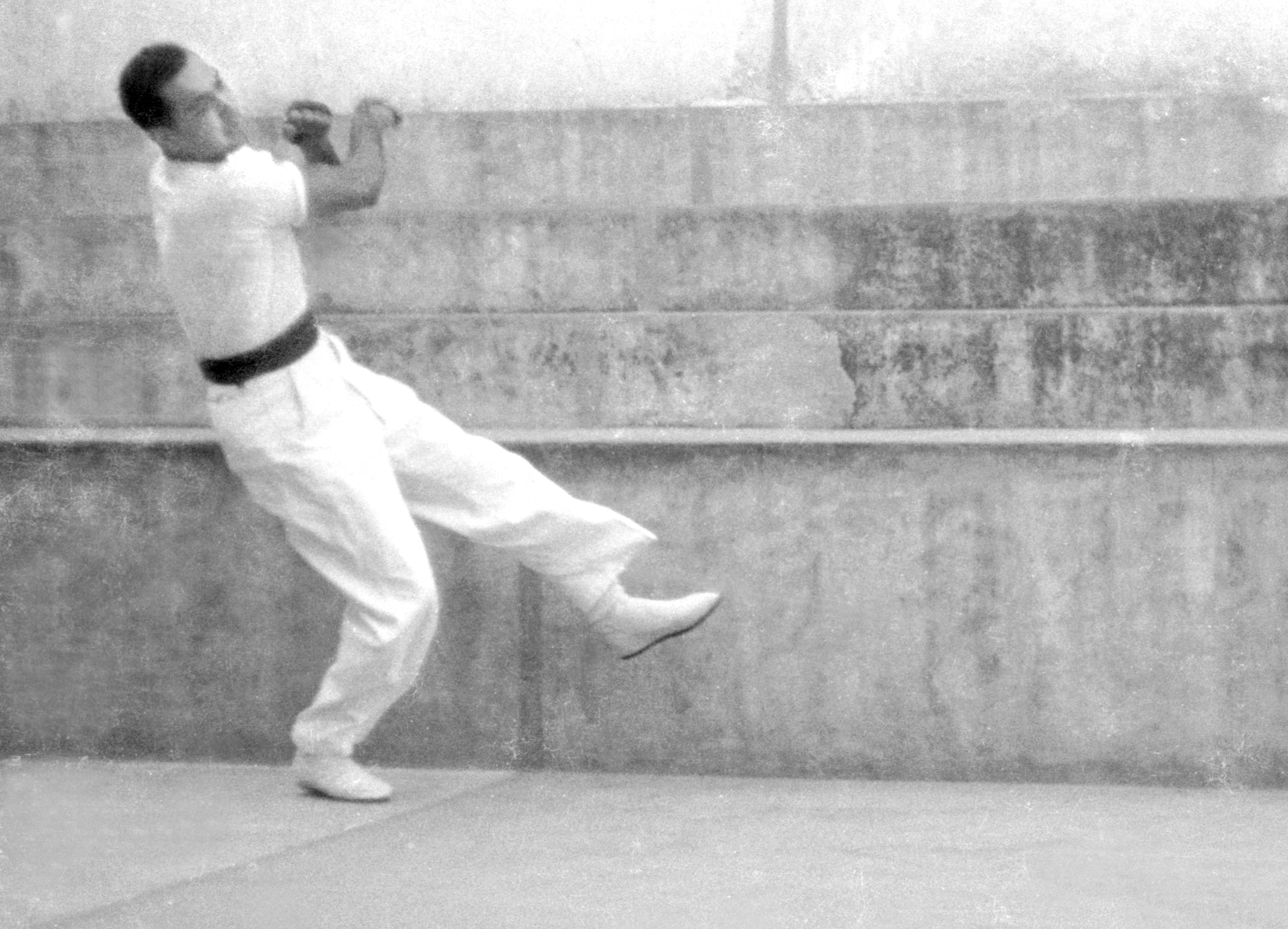
El Xiquet de Quart fent el dau, (24-11-1946)

Es va formar com a jugador al trinquet de Manises i va arribar a ser primera figura del Trinquet de Pelayo els anys 1930 i 40. Hi era annunciat en companyia d'un punter de no gaire qualitat contra els trios més potents (com el de Llíria I, Mora de Montcada i Micalet de Paterna). Per diferències personals amb els intendents, però, se n'anà a jugar al Trinquet Llevant del Grau. El 1948, ja al final de la seua carrera, el seu retorn a Pelayo contra Juliet d'Alginet va ser un èxit de públic.
Quart va ser un jugador alt i corpulent, amb una potència tal que les pilotes de vaqueta d'aleshores (de 32 grams) arribaven fàcilment a les galeries. Posseïa també una tècnica que dificultava molt fer-li el quinze per dins del trinquet. El seu dau era tan violent que es va arribar a haver de prohibir-li jugar el primer dau de cada quinze per tal que l'equip rival no tinguera tan difícil tornar-la.
Malauradament, però, va perdre un fill en tràgiques circumstàncies i això l'afectà anímicament. El seu joc es va veure afectat i va minvar a poc a poc.
Tot i això, fins que aparegué Juliet no tingué cap rival a la seua altura i fou primera figura fins als anys 1940. L'any 1984 li van retre un homenatge pòstum a Pelayo, ple de gom a gom per a l'ocasió.